# Cantonul Bazoches-sur-Hoëne
Cantonul Bazoches-sur-Hoëne este un canton din arondismentul Mortagne-au-Perche, departamentul Orne, regiunea Basse-Normandie, Franța.

## Comune
| Comune                      | Populație (1999) | Cod poștal | Cod INSEE |
| --------------------------- | ---------------- | ---------- | --------- |
| Bazoches-sur-Hoëne          | ...              | 61560      | 61029     |
| Boëcé                       | ...              | 61560      | 61048     |
| Buré                        | ...              | 61170      | 61066     |
| Champeaux-sur-Sarthe        | ...              | 61560      | 61087     |
| Courgeoût                   | ...              | 61560      | 61130     |
| La Mesnière                 | ...              | 61560      | 61277     |
| Saint-Aubin-de-Courteraie   | ...              | 61560      | 61367     |
| Sainte-Céronne-lès-Mortagne | ...              | 61380      | 61373     |
| Saint-Germain-de-Martigny   | ...              | 61560      | 61396     |
| Saint-Ouen-de-Sécherouvre   | ...              | 61560      | 61438     |
| Soligny-la-Trappe           | ...              | 61380      | 61475     |